# Bürgermeisterei Remagen
Die Bürgermeisterei Remagen war eine von sieben preußischen Bürgermeistereien, in welche sich der 1816 gebildete Kreis Ahrweiler im Regierungsbezirk Koblenz verwaltungsmäßig gliederte. 1822 kam die Bürgermeisterei Remagen zur damals neu gebildeten Rheinprovinz. Der Verwaltung der Bürgermeisterei Remagen unterstanden sieben Gemeinden; der Verwaltungssitz war in der Stadt Remagen. Das Verwaltungsgebiet liegt heute im Landkreis Ahrweiler in Rheinland-Pfalz.
Ende 1927 wurde die Bürgermeisterei Remagen in Amt Remagen umbenannt, es bestand bis 1968.

## Zugehörende Gemeinden
Zur Bürgermeisterei gehörten folgende Gemeinden mit ihren Ortschaften und Wohnplätzen (Stand 1817):
- Remagen (Stadt) mit dem Weiler Kripp, der vormaligen Propstei Appollinarisberg, dem Hof Calmuth und den Mühlen Arsbrück und Unkelbrück
- Bodendorf (Dorf) mit dem Hof Burg und den Mühlen Mahlmühle und Ölmühle
- Oberwinter (Dorf) mit Bandorf und Birgel sowie den Mühlen Schmelzmühle und Mühleloch-Mühle
- Rolandswerth (Dorf) mit dem Kloster Nonnenwerth
- Unkelbach (Dorf) mit den Mühlen Ölmühle und Schäfereimühle
- Lohrsdorf (Dorf) mit dem Köhlerhof; zwischen 1830 und 1843[2] aus der Bürgermeisterei Remagen aus- und in die Bürgermeisterei Ahrweiler (1875 in Bürgermeisterei Neuenahr umbenannt) eingegliedert
- Oedingen (Dorf)

## Geschichte
Das Verwaltungsgebiet und die zugehörenden Ortschaften der Bürgermeisterei Remagen gehörten bis zur Inbesitznahme des Linken Rheinufers durch Frankreich (1794) zu verschiedenen Landesherrlichkeiten: Oedingen, Bodendorf und Lohrsdorf zur Herrschaft Landskron, Remagen, Oberwinter und Unkelbach zum Amt Sinzig-Remagen im Herzogtum Jülich und Rolandswerth zum Amt (Godesberg-)Mehlem im Kurfürstentum Köln. Unter der französischen Verwaltung gehörte das Gebiet ab 1798 zum Kanton Remagen im Arrondissement Bonn, das dem Rhein-Mosel-Département zugeordnet war. Die Gemeinden Remagen, Bodendorf, Oberwinter und Unkelbach lagen im Verwaltungsbezirk der Mairie Remagen, Lohrsdorf und Oedingen im Verwaltungsbezirk der Mairie Heimersheim.
Aufgrund der Beschlüsse auf dem Wiener Kongress wurde 1815 das Rheinland dem Königreich Preußen zugeordnet. Unter der preußischen Verwaltung wurden 1816 Regierungsbezirke, Kreise und zugehörige Bürgermeistereien gebildet. Die Bürgermeisterei Remagen gehörte zum Kreis Ahrweiler im Regierungsbezirk Coblenz. Mit Erlass einer Gemeindeordnung für die Rheinprovinz kam es 1845 zur rechtlichen Anerkennung der durch die Bürgermeisterei verwalteten Gemeinden als Gebietskörperschaften mit eigenem Vorsteher und Gemeinderat. 1857 wurde die Gemeinde Remagen zur Stadt nach der Rheinischen Städteordnung erhoben und bildete fortan eine eigene Stadtbürgermeisterei, die restlichen Gemeinden eine Landbürgermeisterei. Beide Bürgermeistereien führten denselben Namen und stellten durch Personalunion eine organisatorische Einheit dar.
Auf der Grundlage des preußischen Gesetzes über die Regelung verschiedener Punkte des Gemeindeverfassungsrechts vom 27. Dezember 1927 wurden alle Landbürgermeistereien in „Amt“ umbenannt. Das Amt Remagen bestand bis zur Aufhebung der Amtsordnung im Zuge der rheinland-pfälzischen Kommunal- und Gebietsreform am 1. Oktober 1968 und der gleichzeitigen Neubildung der Verbandsgemeinde Remagen, aus der 1969 die Städte Remagen und Sinzig neugebildet wurden.

## Statistiken
Nach der „Topographisch-Statistischen Beschreibung der Königlich Preußischen Rheinprovinz“ aus dem Jahr 1830 gehörten zur Bürgermeisterei Remagen eine Stadt, fünf Dörfer, vier Weiler, vier Höfe und acht Mühlen. Im Jahr 1817 wurden in den zugehörenden Gemeinden insgesamt 3365 Einwohner gezählt, 1828 waren es 3968 Einwohner darunter 1979 männliche und 1989 weibliche; 3410 Einwohner gehörten dem katholischen, 495 dem evangelischen und 63 dem jüdischen Glauben an.
Weitere, durch die zwischenzeitliche Ausgliederung einer Gemeinde nicht mit den Angaben von 1830 vergleichbare Details entstammen dem „Gemeindelexikon für das Königreich Preußen“ aus dem Jahr 1888, das auf den Ergebnissen der Volkszählung vom 1. Dezember 1885 basiert. Im Verwaltungsgebiet der Bürgermeisterei Remagen lebten insgesamt 6357 Einwohner in 1347 Haushalten; 3018 der Einwohner waren männlich und 3339 weiblich. Bezüglich der Religionszugehörigkeit waren 5562 katholisch und 719 evangelisch; 75 Personen gehörten dem jüdischen Glauben an.
1885 betrug die Gesamtfläche der zwölf zugehörigen Gemeinden 3630 Hektar, davon waren 1583 Hektar Ackerland, 115 Hektar Wiesen und 1542 Hektar Wald.